# Servio Sulpicio Pretestato
Servio Sulpicio Pretestato (fl. IV secolo a.C.) è stato un politico e militare romano del IV secolo a.C.

## Primo tribunato consolare
Nel 377 a.C. fu eletto tribuno consolare con Gaio Veturio Crasso Cicurino, Lucio Quinzio Cincinnato Capitolino, Publio Valerio Potito Publicola, Lucio Emilio Mamercino, Gaio Quinzio Cincinnato.
Durante il tribunato Roma dovette far fronte alla solita minaccia dei Volsci, cui questa volta si erano uniti i Latini.
Organizzata la leva, l'esercito fu diviso in tre parti, uno a difesa della città, una a difesa della campagna romana, e il grosso fu inviato a combattere i nemici, agli ordini di Lucio Emilio e Publio Valerio.
Lo scontro campale si svolse nei pressi di Satrico e fu favorevole ai romani, nonostante la forte resistenza dei Latini, che dai romani avevano adottato le tecniche di battaglia. Mentre i Volsci si ritirarono ad Anzio, dove trattarono la resa, consegnando la città e le sue campagne ai romani, i Latini diedero fuoco a Satrico, e attaccarono Tusculum, secondo loro doppiamente colpevole, perché città latina che aveva ottenuto la cittadinanza romana.
Mentre i Latini occupavano la città, i Tuscolani si ritirarono nella rocca, ed inviarono una richiesta d'aiuto ai romani. Questi inviarono immediati rinforzi agli ordini di Lucio Quinzio e Servio Sulpicio, riuscendo a sconfiggere i Latini e a liberare la città alleata.

## Terzo tribunato consolare
Nel 370 a.C. fu eletto tribuno consolare con Aulo Manlio Capitolino, Gaio Valerio Potito, Lucio Furio Medullino Fuso, Servio Cornelio Maluginense e Publio Valerio Potito Publicola.
L'elezione interruppe un periodo di 5 anni, durante il quale a Roma non si erano eletti tribuni consolari, a causa del veto posto dai tribuni della plebe Gaio Licinio Calvo Stolone e Lucio Sestio Laterano, e fu dovuta all'attacco che Velletri portò a Tusculum, città alleata dei romani.
I romani respinsero gli attaccanti nella loro città, che fu posta sotto assedio, senza però che i romani riuscissero a espugnarla.

## Quarto tribunato consolare
Nel 368 a.C. fu eletto tribuno consolare con Spurio Servilio Strutto, Lucio Papirio Crasso, Servio Cornelio Maluginense, Tito Quinzio Cincinnato Capitolino, Lucio Veturio Crasso Cicurino.
Quando i tribuni della plebe Gaio Licinio Calvo Stolone e Lucio Sestio Laterano portarono le tribù a votare sulle proprie proposte di legge a favore dei plebei, nonostante il veto espresso dagli altri tribuni della plebe, controllati dai patrizi, il Senato nominò Marco Furio Camillo dittatore per la quarta volta, allo scopo di impedire la votazione delle leggi proposte da Licinio e Sestio.
(Tito Livio, Ab Urbe condita libri, VI, 38.)

### Fonti primarie
- Tito Livio, Ab Urbe condita libri, Libro VI.